# Valdomiro Vaz Franco
Valdomiro Vaz Franco (Criciúma, 1946. február 17. –) brazil válogatott labdarúgó.

## Pályafutása

### Klubcsapatban
Pályafutását szülővárosában a Comerciário-SC csapatában kezdte 1965-ben. Két évvel később az Internacional csapatához került, ahol 1968 és 1980 között játszott. A brazil bajnokságot 3, a Gaúcho állami bajnokságot 10 alkalommal nyerte meg az Internacional színeiben. Az 1980–81-es szezonban a kolumbiai Millonarios együttesét erősítette, majd 1982-ben visszatért az Internacionalhoz.

### A válogatottban
1973 és 1977 között 18 alkalommal szerepelt a brazil válogatottban és 4 gólt szerzett. Részt vett az 1974-es világbajnokságon. A Zaire elleni csoportmérkőzésen ő szerezte a brazilok harmadik gólját.

## Sikerei, díjai
Comerciário
- Catarinense bajnok (1): 1967

Internacional
- Brazil bajnok (3): 1975, 1976, 1979
- Gaúcho bajnok (10): 1969, 1970, 1971, 1972, 1973, 1974, 1975, 1976, 1978, 1982

Egyéni
- A Gaúcho bajnokság gólkirálya (2): 1971 (6 gól), 1978 (15 gól)
- Bola de Prata (1): 1976

## Külső hivatkozások
- Valdomiro Vaz Franco – a FIFA adatbázisában
- Valdomiro Vaz Franco adatlapja a National-Football-Teams.com oldalon (angolul)

- Valdomiro Vaz Franco (angol nyelven). SambaFoot.com